# (1163) Saga
(1163) Saga es el asteroide número 1163 perteneciente al cinturón exterior de asteroides. Fue descubierto por el astrónomo Karl Wilhelm Reinmuth  desde el observatorio de Heidelberg, el 20 de enero de 1930. Su designación alternativa es 1930 BA. Está nombrado por las sagas, una colección de leyendas nórdicas.